# Fobbing
Fobbing is een gehucht in het district Thurrock in het Engelse graafschap Essex. In het Domesday Book van 1086 werd het vermeld als landgoed, met een bevolking van 76 huishoudens, groot voor die tijd. De heer had akkerland voor vier ploegen, de dorpelingen land voor 17 ploegen. Er was weidegrond voor 1100 schapen. Het landgoed was dat jaar in leen bij Eustaas II van Boulogne. De Engelse Boerenopstand van 1381 begon met incidenten in Frobbing en in Brentwood, eveneens in Essex.